# Матафлон-Гранж
Матафло́н-Гранж, Матафлон-Ґранж (фр. Matafelon-Granges) — муніципалітет у Франції, у регіоні Овернь-Рона-Альпи, департамент Ен. Населення — 629 осіб (01.01.2021).
Муніципалітет розташований на відстані близько 380 км на південний схід від Парижа, 80 км на північний схід від Ліона, 26 км на схід від Бург-ан-Бресса.

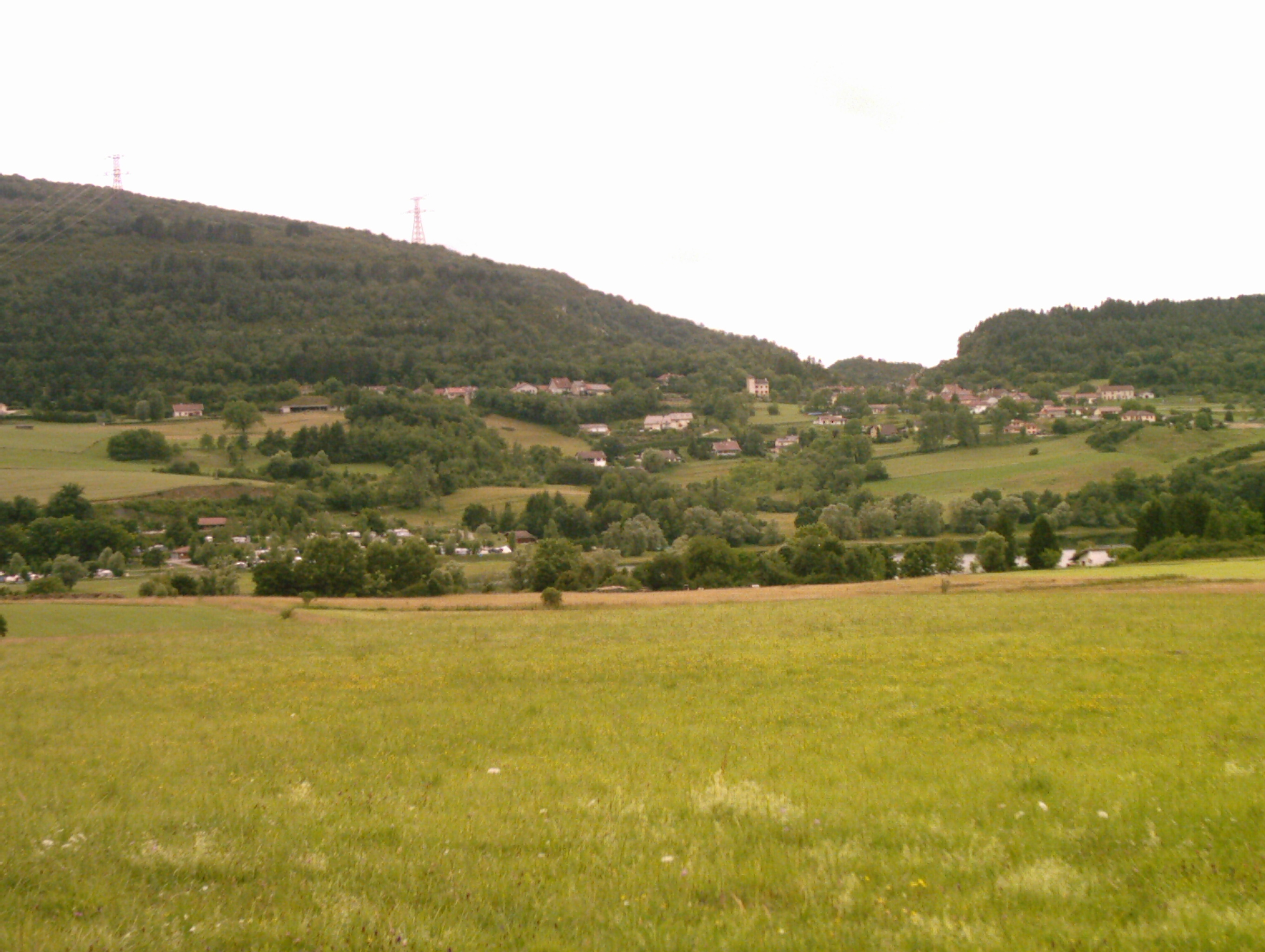
Вид на Матафлон

## Історія
До 2015 року муніципалітет перебував у складі регіону Рона-Альпи. Від 1 січня 2016 року належить до нового об'єднаного регіону Овернь-Рона-Альпи.

## Демографія
Динаміка населення (INSEE і Cassini ):
Розподіл населення за віком та статтю (2006):
| Стать | Всього | До 15 років | 15-24 | 25-44 | 45-64 | 65-85 | Понад 85 |
| --- | ------ | ----------- | ----- | ----- | ----- | ----- | -------- |
| Чоловіки | 328    | 88          | 28    | 120   | 60    | 32    | 0        |
| Жінки | 328    | 80          | 36    | 116   | 60    | 36    | 0        |
| \| Статево-вікова піраміда \| Статево-вікова піраміда \| Статево-вікова піраміда \| \| ----------------------- \| ----------------------- \| ----------------------- \| \| Чоловіки \| Вік \| Жінки \| \| 0 \| 85 + \| 0 \| \| 0 \| 80-84 \| 16 \| \| 8 \| 75-79 \| 0 \| \| 12 \| 70-74 \| 8 \| \| 12 \| 65-69 \| 12 \| \| 0 \| 60-64 \| 12 \| \| 20 \| 55-59 \| 20 \| \| 28 \| 50-54 \| 12 \| \| 12 \| 45-49 \| 16 \| \| 36 \| 40-44 \| 24 \| \| 52 \| 35-39 \| 24 \| \| 24 \| 30-34 \| 48 \| \| 8 \| 25-29 \| 20 \| \| 20 \| 20-24 \| 16 \| \| 8 \| 15-20 \| 20 \| \| 16 \| 10-14 \| 28 \| \| 36 \| 5-9 \| 24 \| \| 36 \| 0-4 \| 28 \| |        |             |       |       |       |       |          |
| Статево-вікова піраміда |        |             |       |       |       |       |          |
| Чоловіки | Вік    | Жінки       |       |       |       |       |          |
| 0 | 85 +   | 0           |       |       |       |       |          |
| 0 | 80-84  | 16          |       |       |       |       |          |
| 8 | 75-79  | 0           |       |       |       |       |          |
| 12 | 70-74  | 8           |       |       |       |       |          |
| 12 | 65-69  | 12          |       |       |       |       |          |
| 0 | 60-64  | 12          |       |       |       |       |          |
| 20 | 55-59  | 20          |       |       |       |       |          |
| 28 | 50-54  | 12          |       |       |       |       |          |
| 12 | 45-49  | 16          |       |       |       |       |          |
| 36 | 40-44  | 24          |       |       |       |       |          |
| 52 | 35-39  | 24          |       |       |       |       |          |
| 24 | 30-34  | 48          |       |       |       |       |          |
| 8 | 25-29  | 20          |       |       |       |       |          |
| 20 | 20-24  | 16          |       |       |       |       |          |
| 8 | 15-20  | 20          |       |       |       |       |          |
| 16 | 10-14  | 28          |       |       |       |       |          |
| 36 | 5-9    | 24          |       |       |       |       |          |
| 36 | 0-4    | 28          |       |       |       |       |          |

## Економіка
2010 року серед 438 осіб працездатного віку (15—64 років) 350 були активними, 88 — неактивними (показник активності 79,9%, у 1999 році було 79,1%). З 350 активних мешканців працювала 321 особа (184 чоловіки та 137 жінок), безробітними було 29 (12 чоловіків та 17 жінок). Серед 88 неактивних 26 осіб було учнями чи студентами, 41 — пенсіонерами, 21 була неактивною з інших причин.

У 2010 році в муніципалітеті числилось 260 оподаткованих домогосподарств, у яких проживали 658,0 особи, медіана доходів виносила 19 627 євро на одного особоспоживача

## Галерея зображень

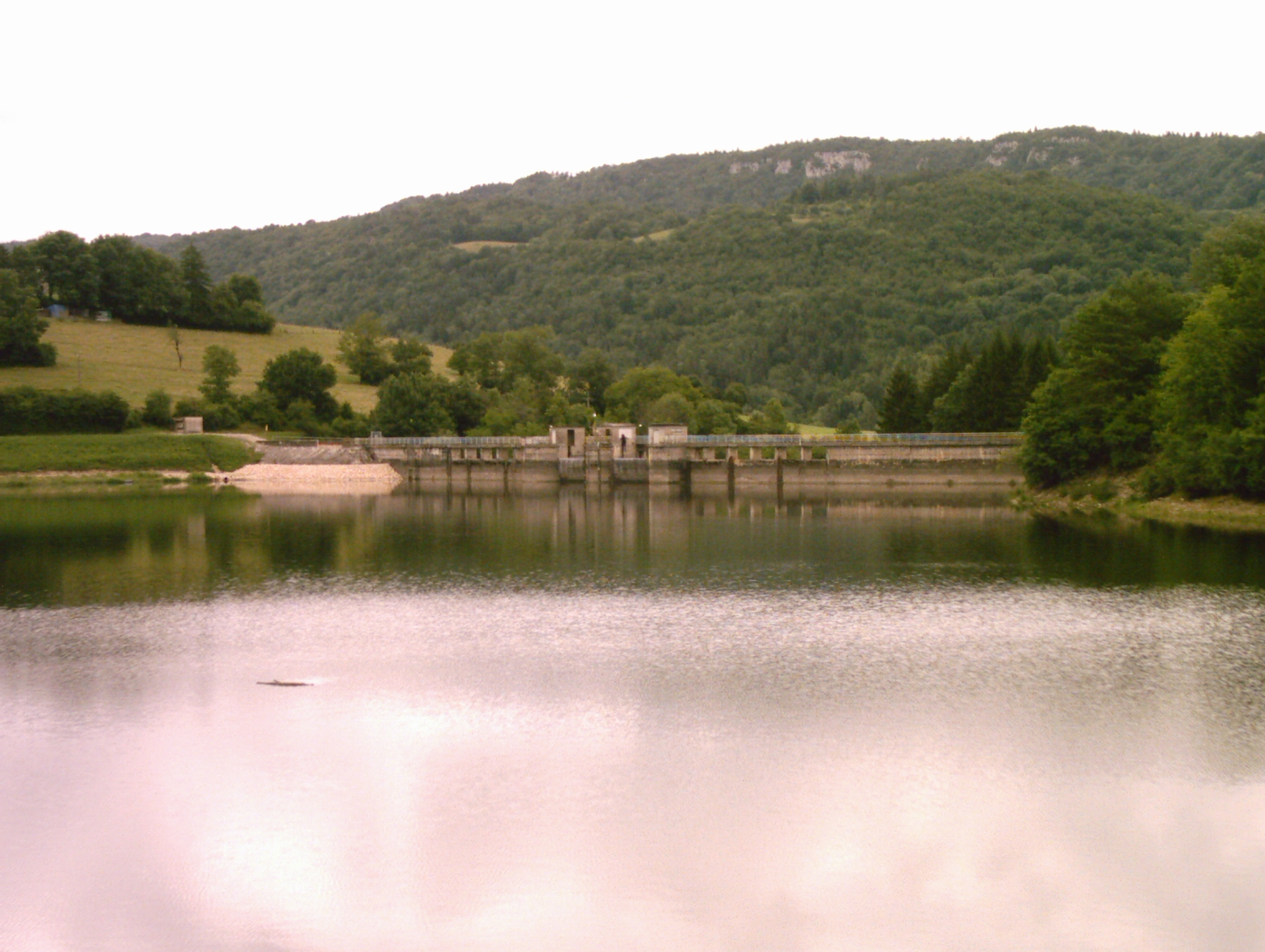
Гребля
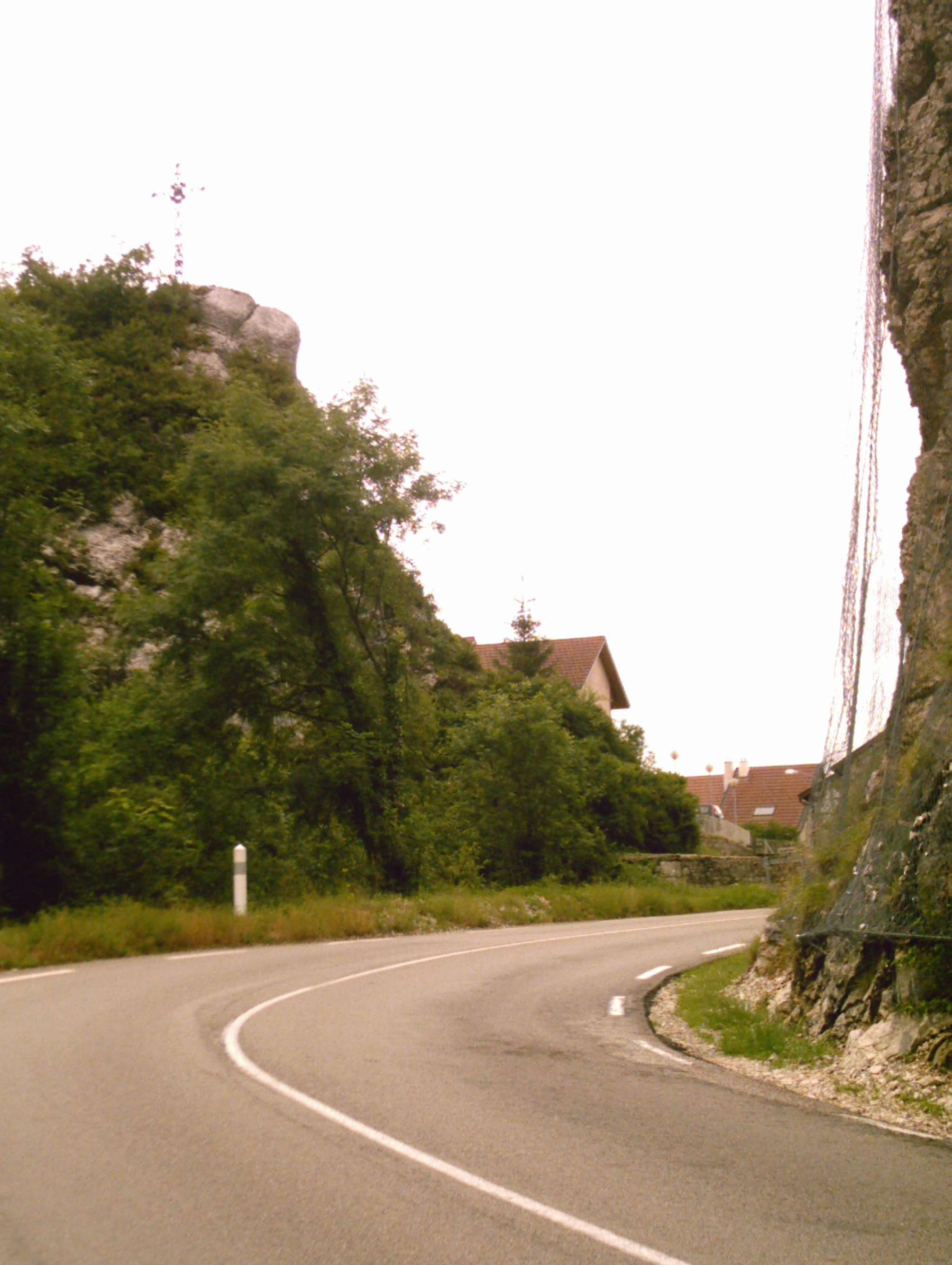
Матафлонський перевал